# Замок Одавара
Замок Одавара (яп. 小田原城 одавара-дзё) — средневековый за́мок в городе Одавара, префектура Канагава, Япония.
Замок был резиденцией нескольких даймё в период Муромати.

## История
Замок был построен Омори Ерихару в 1418 году.
В 1495 году замок захватил Ходзё Нагаудзи.
В течение XVI века клан Го-Ходзё покорил весь регион Канто.
Центром его власти стала провинция Сагами с замком Одавара, одним из самых великих укреплений периода «воюющих провинций» в Японии.
Начиная с этого периода замком владели пять поколений клана Ходзё.
Замок был хорошо укреплён, расположен на холме, по периметру окружён рвом. Общая территория замка, обнесённая стенами, составляла около 170 Га.
В марте 1590 года Тоётоми Хидэёси вместе с огромным войском, численностью более 200 тысяч человек, окружил замок.
Осада длилась в течение 100 дней, во время неё Ходзё Удзимаса покончил жизнь самоубийством и обороной руководил Нагатика Нарита.
Так в июле 1590 года замок был захвачен Тоётоми Хидэёси, а клан Ходзё — уничтожен.
Замок был разрушен правительством Мэйдзи.
В современном виде замок был восстановлен в 1960 году.
Сейчас на его территории располагается музей.